# Iain Armitage
Pour les articles homonymes, voir Armitage.
Iain Armitage est un acteur américain, né le 15 juillet 2008 à Arlington en Virginie.
Il est connu pour l'interprétation de Sheldon Cooper dans la série Young Sheldon et celui de Ziggy Chapman dans Big Little Lies.

## Biographie
Il réside à Arlington, Virginie, et est le fils de l'acteur Euan Morton (en), né à Falkirk en Écosse, et de la productrice de théâtre Lee Armitage. Il aurait été nommé d'après Sir Ian McKellen. Il est le petit-fils de l'ancien secrétaire d'État adjoint des États-Unis Richard Lee Armitage. Il est connu pour son interprétation de Sheldon Cooper dans la série Young Sheldon et de Ziggy Chapman dans Big Little Lies.

## Vie personnelle
Il parle plusieurs langues parce qu'il aime les apprendre. Il maîtrise surtout le russe, qu'il a commencé étudier pendant le confinement à cause de la pandémie de Covid-19 sur une application mobile. De plus, il peut parler un peu d'arménien, ukrainien, assyrien, singhalais, allemand, espagnol et italien.

## Filmographie

### Cinéma
- 2017 : Le Château de verre : Brian, jeune
- 2017 : Nos âmes la nuit : Jamie
- 2017 : I'm Not Here : Stevie
- 2020 : Scooby ! (Scoob!) de Tony Cervone : Sammy Rogers, jeune (voix)
- 2021 : La Pat' Patrouille le Film : Chase

### Télévision
- 2017 : New York, unité spéciale : Theo Lachere (saison 18, épisode 8)
- 2017-2024: Young Sheldon : Sheldon Lee Cooper (7 saisons, 141 épisodes)
- 2017-2019 : Big Little Lies : Ziggy Chapman (14 épisodes)
- 2018 : Late Night Berlin (en) (1 épisode)

### Série web
- 2014-présent : Iain aime le théâtre : Présentateur

## Nomination
| Année | Récompense                               | Catégorie                                                          | Œuvre           | Résultat   |
| ----- | ---------------------------------------- | ------------------------------------------------------------------ | --------------- | ---------- |
| 2018  | Teen Choice Awards                       | Choice TV Breakout Star                                            | Young Sheldon   | Nomination |
| 2018  | Young Artist Awards                      | Meilleur Performance dans une Serie TV - Jeune Acteur Principal    | Young Sheldon   | Nomination |
| 2018  | Legionnaires of Laughter Legacy Awards   | Meilleur artiste masculin dans une comédie pour enfants            | Young Sheldon   | Nomination |
| 2018  | Gold Derby Awards                        | Révélation de l'année                                              |                 | Nomination |
| 2018  | National Film and Television Awards, USA | Meilleur nouveau venu                                              | Big Little Lies | Nomination |
| 2020  | Screen Actors Guild Awards               | Performance exceptionnelle d'un ensemble dans une série dramatique | Big Little Lies | Nomination |
| 2021  | Kids' Choice Awards                      | Star de télévision masculine préférée                              | Young Sheldon   | Nomination |
| 2022  | Kids' Choice Awards                      | Star de télévision masculine préférée (Famille)                    | Young Sheldon   | Nomination |
| 2022  | Critics Choice Awards                    | Meilleur acteur dans une série comique                             | Young Sheldon   | Nomination |
| 2022  | Just Jared Jr Fan Awards                 | Jeune Acteur Favoris                                               | Young Sheldon   | Nomination |
| 2024  | Kids' Choice Awards                      | Star de télévision masculine préférée (Famille)                    | Young Sheldon   | Lauréat    |
| 2024  | Family Film Awards                       | Meilleur acteur dans une série télévisée                           | Young Sheldon   | Lauréat    |
| 2024  | Tell-Tale TV Awards                      | Interprète préféré dans une comédie du réseau                      | Young Sheldon   | Nomination |